# Enola Gay

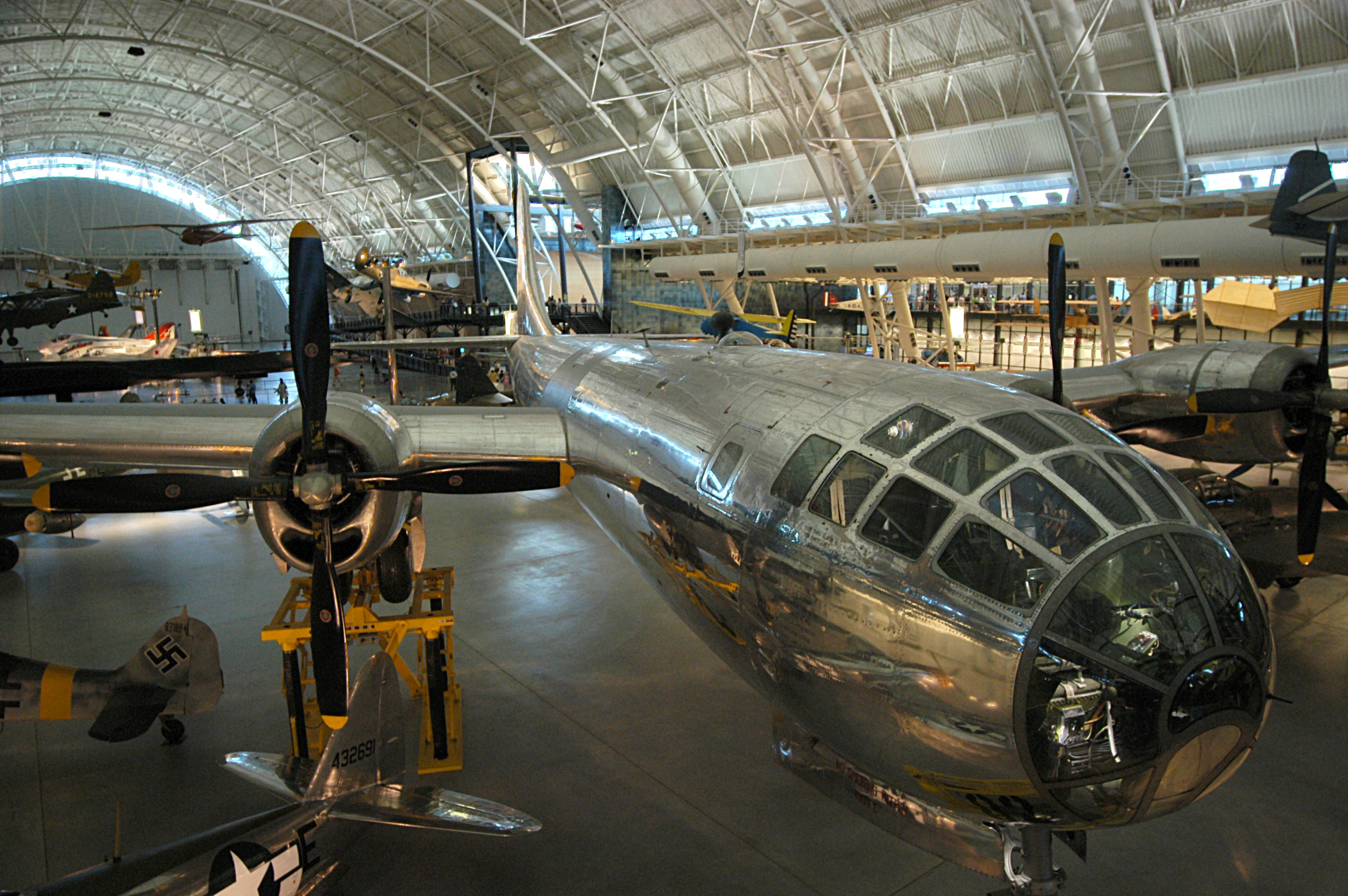
B-29 Enola Gay eksponowany w Steven F. Udvar-Hazy Center, rok 2004

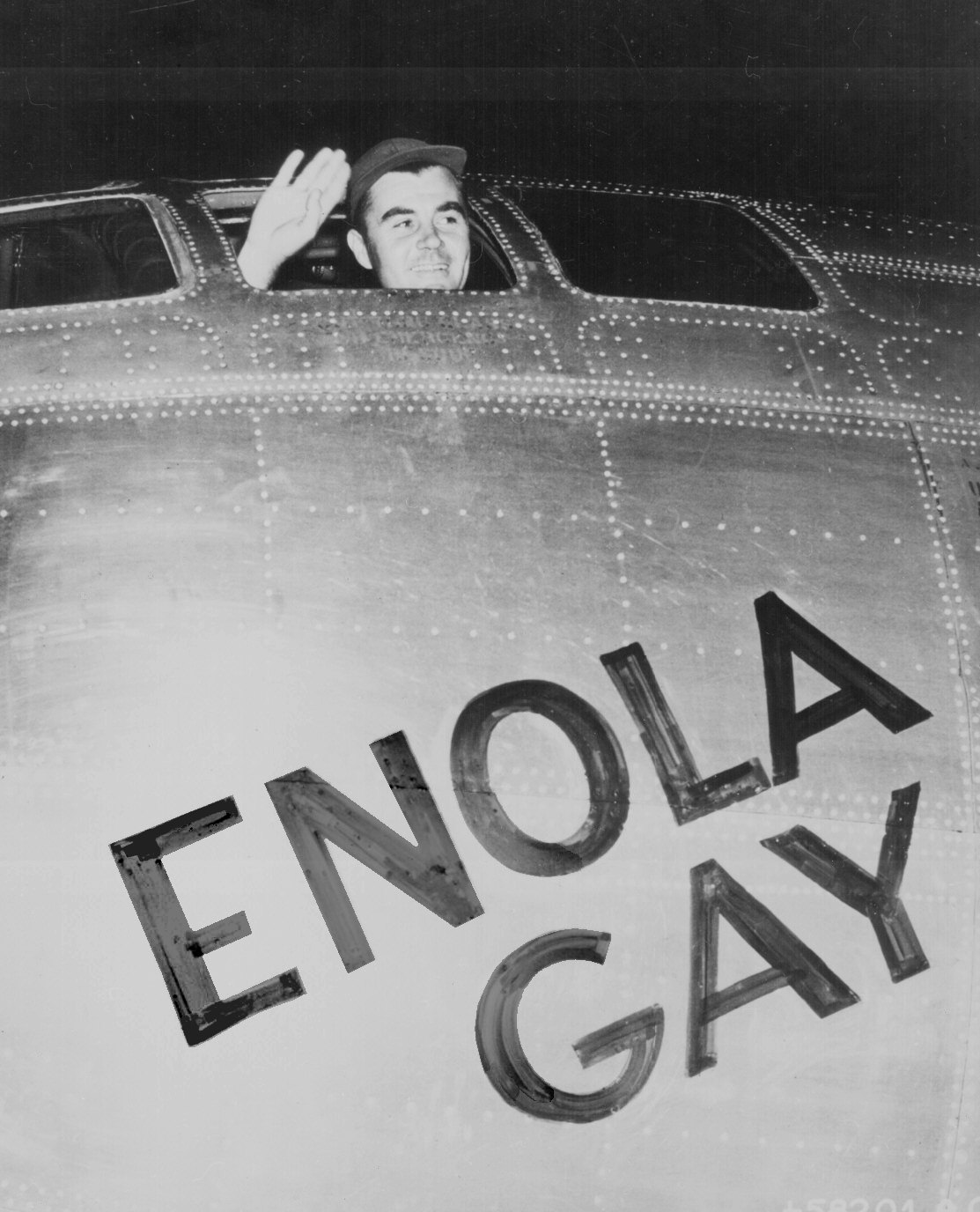
Paul Tibbets w kokpicie bombowca B-29 Enola Gay

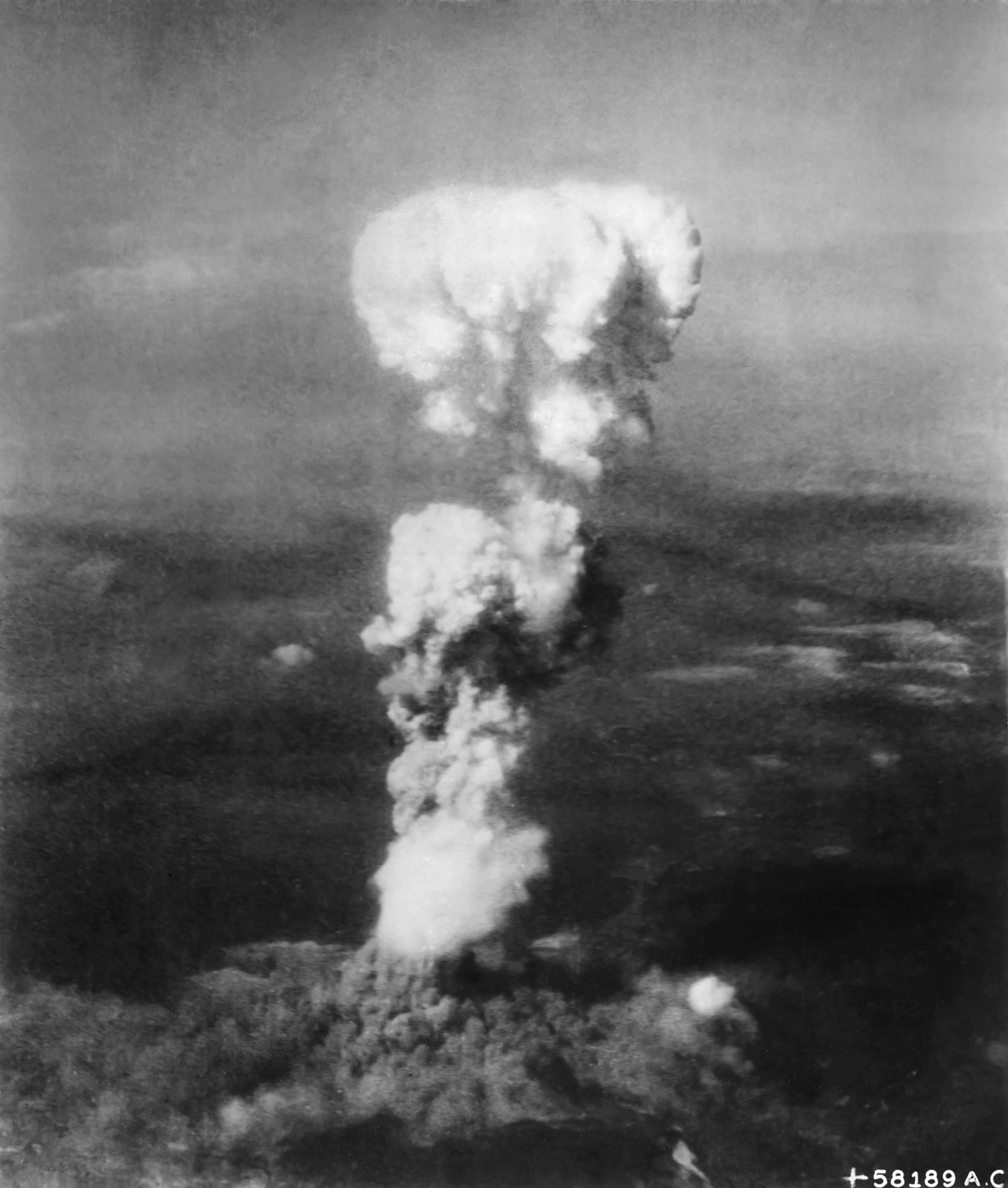
Grzyb atomowy nad Hiroszimą

Enola Gay – nieoficjalna nazwa (przydomek) bombowca Boeing B-29 Superfortress, który w dniu 6 sierpnia 1945 roku zrzucił bombę atomową Little Boy na Hiroszimę.

## Samolot

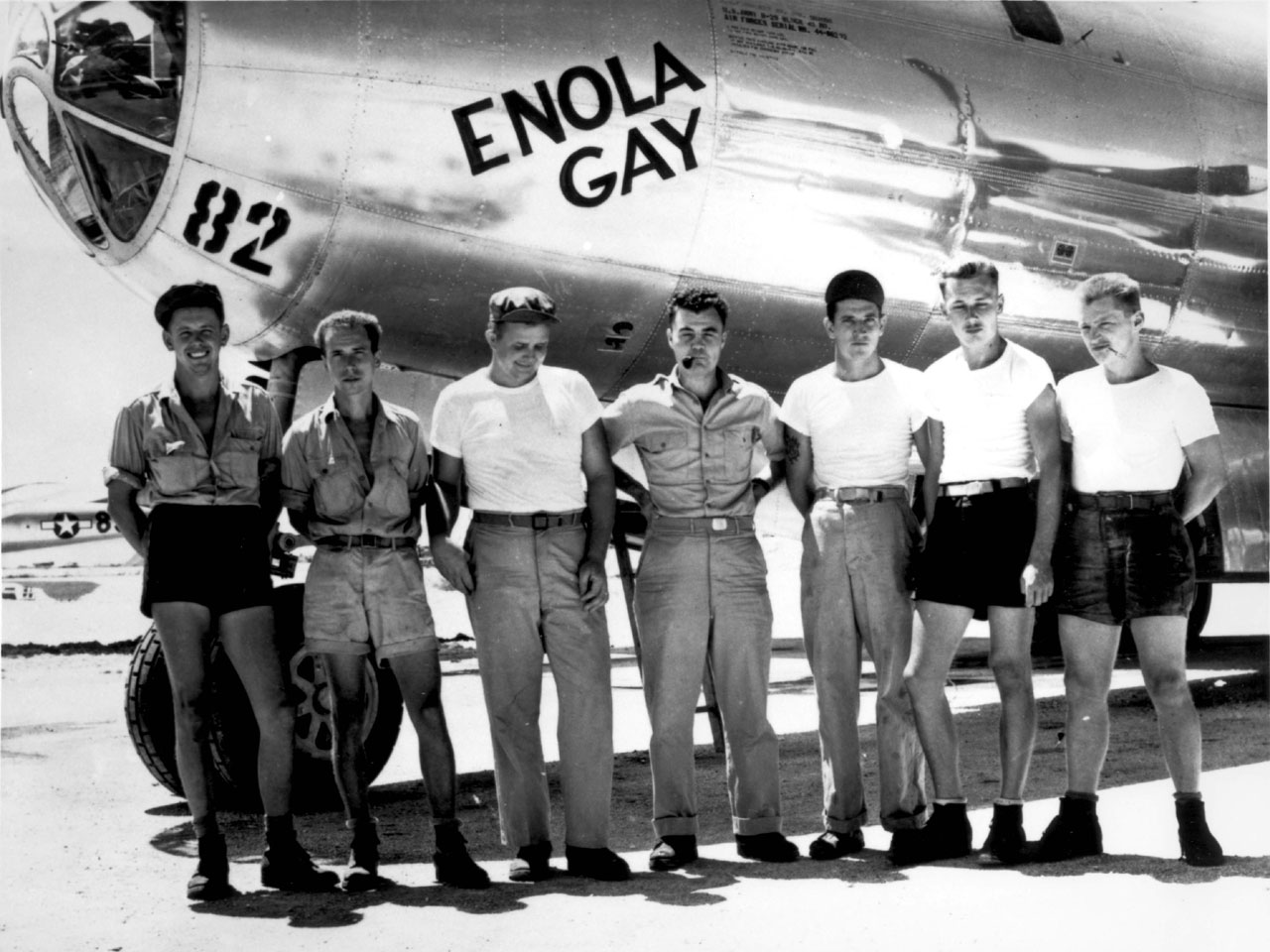
załoga Enola Gay

Boeing B-29 był jednym z 15 amerykańskich bombowców strategicznych z okresu II wojny światowej specjalnie przystosowanych do zrzucania bomb atomowych. Posiadał numer seryjny 44-86292 i numer boczny 82, należał do 509. Composite Group dowodzonej przez płk. Paula Tibbetsa, który nazwał samolot imionami swojej matki – Enola Gay.
Samolot (podobnie jak Bockscar, który zrzucił drugą bombę atomową) został wyprodukowany w zakładach Martin w Omaha.

## Naloty
Samolot brał udział w dwóch misjach. Atak atomowy na Hiroszimę zaczął się 6 sierpnia 1945 roku o godzinie 2:45 rano, na wyspie Tinian w Archipelagu Mariańskim. Po zrzuceniu bomby atomowej Little Boy około godziny 8:15 na Hiroszimę samolot powrócił do bazy o 11:00 rano. Pilotem i dowódcą Enola Gay był Paul Tibbets. Druga misja to rozpoznanie pogody nad Kokurą (głównym celem ataku bombą atomową Fat Man) dnia 9 sierpnia 1945. To właśnie z samolotu Enola Gay przyszedł do Samolotu "Bockscar" Meldunek o tym że nad Kokurą nie są odpowiednie warunki do zrzucenia bomby. W trakcie tego lotu samolot pilotował kpt. George W. Maquardt.

## Po wojnie
Po zbombardowaniu Hiroszimy bombowiec Enola Gay nie został już nigdy użyty w lotach bojowych. Przez kilkadziesiąt lat przechowywany był w różnych hangarach US Air Force, w 1986 roku został wykupiony od amerykańskiego lotnictwa wojskowego przez entuzjastów historii II wojny światowej i powierzony Instytutowi Smithsona.
Samolot został poddany remontowi i konserwacji w warsztatach Paul E. Garber Facility w Suitland w stanie Maryland i w grudniu 2003 roku przekazany do centrum ekspozycyjnego National Air and Space Museum im. Stevena F. Udvar-Hazy’ego w Chantilly w stanie Wirginia.

## Wpływy kulturowe
- W 1980 roku brytyjska grupa synth popowa – OMD jeden ze swoich utworów zatytułowała „Enola Gay”. W piosence-proteście przeciwko zimnowojennej polityce Margaret Thatcher, później jednym z największych przebojów grupy, autor tekstu Andy McCluskey pisał o amerykańskim bombowcu – matce Little Boya i symbolicznej godzinie 8:15 (zrzucenie bomby atomowej na Hiroszimę)[3].
- W 1986 roku niemiecka grupa heavy metalowa Grave Digger wydała album War Games, na którym znajduje się utwór „Enola Gay (Drop the Bomb)”[potrzebny przypis]
- W 1990 roku polska grupa Turbo wydała album Dead End. Znalazł się na nim utwór „Enola Gay”, opowiadający o zrzuceniu bomby atomowej na Hiroszimę[potrzebny przypis].
- W 2006 roku szwedzka grupa powermetalowa Sabaton nagrała utwór „Nuclear Attack”, opowiadający o ataku atomowym na Hiroszimę, wymieniając w pierwszej zwrotce przydomek samolotu[potrzebny przypis].
- W 2011 roku japoński muzyk Sugizo wydał singiel zatytułowany „Enola Gay”. W 2008 roku podczas koncertu „Rise To Cosmic Dance”, na dużym ekranie, za artystą i jego zespołem, przez cały utwór pokazywane były hasła antywojenne i krótkie filmiki pokazujące grzyb atomowy i wybuchy[potrzebny przypis].